# Ligne d'Alger à Skikda
La ligne d'Alger à Skikda est l'une des lignes du réseau ferroviaire algérien. C'est l'une des deux grandes lignes horizontales du réseau algérien, la seconde étant la ligne d'Alger à Oran. Ouverte par étapes entre 1870 et 1886, elle relie la gare d'Alger à celle de Skikda. 
Elle est ouverte entre Skikda et Constantine le 1er septembre 1870, elle restera longtemps une ligne isolée jusqu'à la construction de la suite de la ligne entre Alger et Constantine de 1879 jusqu'à l'ouverture totale le 3 novembre 1886.

## Histoire
La décision de créer la première ligne de voyageurs a été prise en 1857. En 1860, la Compagnie des chemins de fer algériens obtient la concession pour la ligne entre Philippeville (Skikda) et Constantine sur 87 km mais elle ne réussira pas à la réaliser,,.
En 1863, la concession est transférée à la PLM qui l'inaugure le 1er septembre 1870.
Le reste de la ligne a été concédé à la Compagnie de l'Est algérien par tronçons entre 1875 et 1880.
Les sections les plus faciles en partant d'Alger et de Constantine sont les premières livrées, à savoir Maison-Carrée (El Harrach) - L'Alma (Boudouaou) ouverte le 5 août 1879 et l'Alma - Ménerville (Thénia), le 25 septembre 1881 d'un côté et Constantine - Sétif le 21 mai 1879 et Sétif - El Achir le 1er novembre 1882.
Il restait donc la partie centrale la plus montagneuse qui prit bien plus de temps. Ménerville - Palestro (Lakhdaria) le 1er juin 1885, Palestro - Draâ El Mizan le 1er janvier 1886, Portes de Fer - El Achir le 19 février 1886, El Adjiba - Portes de Fer le 16 août 1886, Bouira - El Adjiba le 1er octobre 1886 et enfin le dernier tronçon, Draâ El Mizan - Bouira le 3 novembre 1886,,.
Le 27 février 2002, un nouveau tunnel à double voie de 5 202 mètres à El Achir est mis en service; il s'agit du plus grand tunnel ferroviaire d'Afrique.
La modernisation de cette ligne est entreprise sur les parties situées entre Constantine et Bordj Bou Arreridj avec le doublement du nombre de voies depuis le milieu des années 2000 et électrification de la section Alger - Thénia en 2008.

## La ligne

### Caractéristiques

#### Section d'Alger à Thénia
Entre Alger et Thénia sur 3,5 km (dont dix en commun avec la Alger - Oran, elle constitue l'une des deux lignes du train de banlieue d'Alger, une double voie électrifiée en 2009 avec une  de tension de 25 000 V.
C'est la ligne la plus sollicitée du réseau ferré algérien avec pas moins de 63 trains de voyageurs par jour et 130 sur la sous-section de 10 km Alger - El Harrach partagée avec les lignes de banlieue est ainsi que les grandes lignes Alger - Oran, ainsi que les lignes régionales Alger - Chlef.

#### Section de Thénia à Constantine
Entre Thénia et Constantine la ligne n'est pas électrifiée, le tracé est à voie unique sur 230 km entre Thénia et Bordj Bou Arreridj et entre Ramdane Djamel et Skikda. Elle est en cours de modernisation entre Sétif et El Guerrah.

### Tracé et Profil
La partie centrale du tracé entre Thénia et El Achir (172 km) est très escarpée avec la traversée des gorges de Lakhdaria et les Portes de Fer.

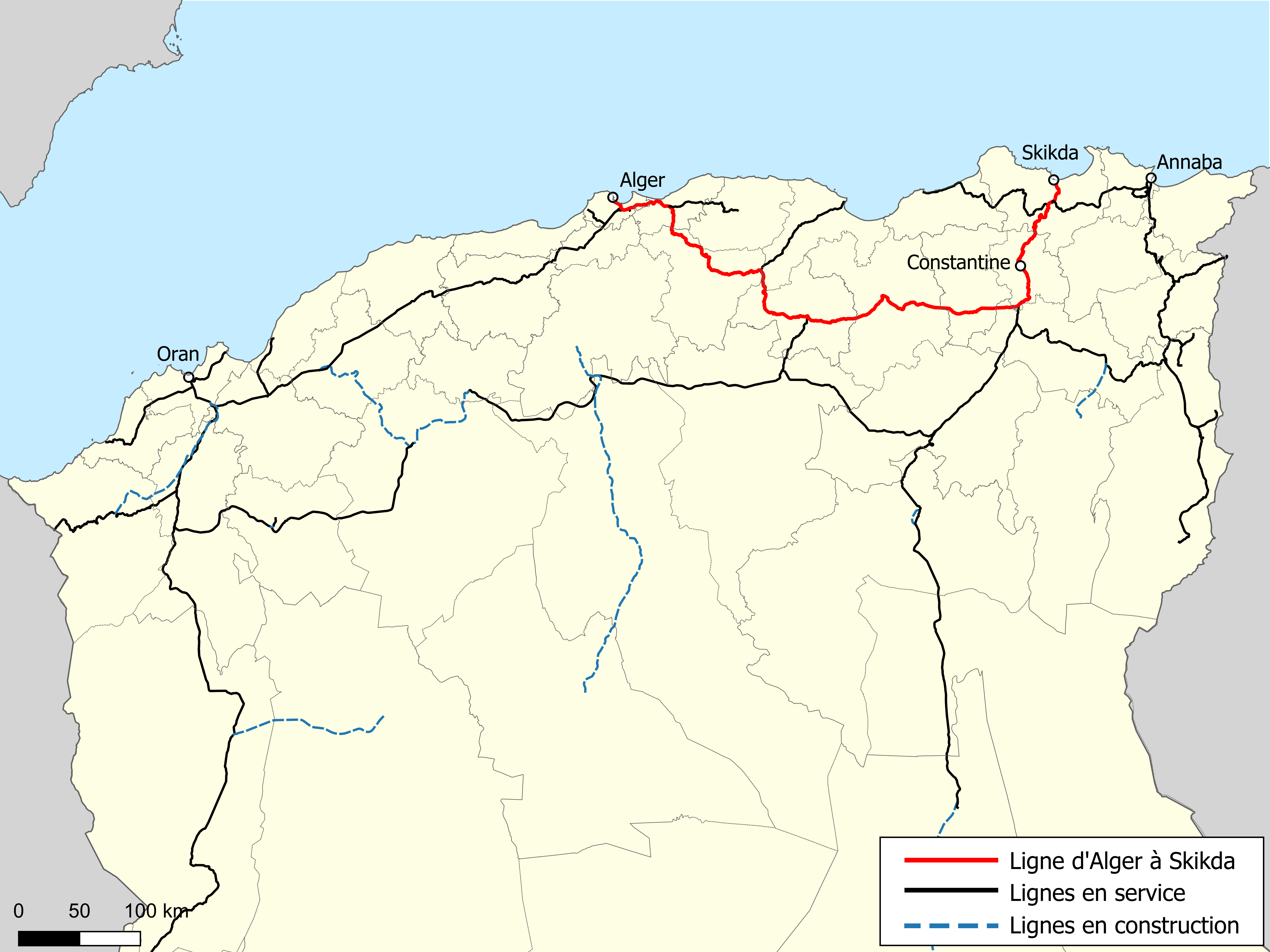
Localisation de la ligne d'Alger à Skikda dans le nord de l'Algérie.

### Vitesses limite
La vitesse moyenne sur l'ensemble de la ligne oscille entre 70 et 80 km/h, sauf entre Bordj Bou Arreridj et Sétif ou elle dépasse les 100 km/h.

## Service ferroviaire
La ligne permet le trafic voyageurs et de marchandises. Elle est empruntée par :
- les trains grandes lignes des liaisons :
  - Alger - Annaba ;
  - Alger - Batna ;
  - Alger - Tébessa ;
  - Alger - Touggourt ;
- les trains régionaux des liaisons :
  - Alger - Béjaïa ;
  - Alger - Rouïba ;
  - Alger - Sétif ;
- les trains du réseau ferré de la banlieue d'Alger.

## Gares de la ligne
| Gares                  | (PK)     | Informations                                                 |
| ---------------------- | -------- | ------------------------------------------------------------ |
| Alger                  | PK 0     | Grandes lignes, trains régionaux, trains de banlieue d'Alger |
| Agha                   | PK 1,5   | Grandes lignes, trains régionaux, trains de banlieue d'Alger |
| Ateliers               | PK 3     | Trains de banlieue d'Alger                                   |
| Hussein Dey            | PK 6     | Trains de banlieue d'Alger                                   |
| Caroubier              | PK 8,5   | Trains de banlieue d'Alger                                   |
| El Harrach             | PK 10,5  | Grandes lignes, trains de banlieue d'Alger                   |
| Oued Smar              | PK 15,5  | Trains de banlieue d'Alger                                   |
| Bab Ezzouar            | PK 16,5  | Trains de banlieue d'Alger                                   |
| Dar El Beïda           | PK 19    | Trains de banlieue d'Alger                                   |
| Rouïba                 | PK 26    | Trains régionaux, trains de banlieue d'Alger                 |
| Rouïba ZI              | PK 28    | Trains de banlieue d'Alger                                   |
| Rouïba SNVI            | PK 29,3  | Fret                                                         |
| Réghaïa ZI             | PK 30,4  | Trains de banlieue d'Alger                                   |
| Réghaïa                | PK 31    | Trains régionaux, trains de banlieue d'Alger                 |
| Boudouaou              | PK 38,5  | Trains de banlieue d'Alger                                   |
| Corso                  | PK 41,5  | Trains de banlieue d'Alger                                   |
| Boumerdès              | PK 45    | Grandes lignes, trains régionaux, trains de banlieue d'Alger |
| Tidjelabine            | PK 48,5  | Trains de banlieue d'Alger                                   |
| Thénia                 | PK 53,5  | Grandes lignes, trains régionaux, trains de banlieue d'Alger |
| Souk El Had            | PK 60    | Trains régionaux                                             |
| Beni Amrane            | PK 64    | Trains régionaux                                             |
| Ammal                  | PK 67    | Trains régionaux                                             |
| Lakhdaria              | PK 76,5  | Trains régionaux                                             |
| Kadiria                | PK 85    | Trains régionaux                                             |
| Draâ El Mizan          | PK 98    | Trains régionaux                                             |
| Bouira                 | PK 122,5 | Grandes lignes, trains régionaux                             |
| El Esnam               | PK 135,5 | Trains régionaux                                             |
| Bechloul               | PK 141,5 | Trains régionaux                                             |
| El Adjiba              | PK 146   | Trains régionaux                                             |
| Ahnif                  | PK 157,5 | Trains régionaux                                             |
| Ath Mansour            |          | Trains régionaux                                             |
| Beni Mansour           | PK 165,5 | Grandes lignes, trains régionaux                             |
| Ouled Sidi Brahim      |          | Gare fermée                                                  |
| El M'hir               |          | Trains régionaux                                             |
| Mansoura               | PK 208,5 | Grandes lignes, trains régionaux                             |
| El Achir               | PK 225   | Gare fermée                                                  |
| Bordj Bou Arreridj     | PK 236,5 | Grandes lignes, trains régionaux                             |
| El Anasser             | PK 244,5 | Trains régionaux                                             |
| El Guemmour            | PK 250,8 | Gare fermée                                                  |
| Bir Aïssa Ayada        | PK 262,5 | Trains régionaux                                             |
| Ras El Oued            | PK 270,5 | Trains régionaux                                             |
| Hammam Ouled Yelles    | PK 282,3 | Gare fermée                                                  |
| Mezloug                | PK 295,5 | Gare fermée                                                  |
| Sétif                  | PK 307   | Grandes lignes, trains régionaux, fret                       |
| El Eulma               | PK 338   | Grandes lignes                                               |
| Bir El Arch            |          | Gare fermée                                                  |
| Tadjenanet             | PK 366   | Grandes lignes                                               |
| Teleghma               | PK 402   | Grandes lignes                                               |
| El Guerrah (El Gourzi) | PK 425,5 | Grandes lignes, trains régionaux                             |
| Ouled Rahmoune         | PK 434,6 | Trains régionaux                                             |
| El Khroub              | PK 446   | Grandes lignes, trains régionaux                             |
| Oued Hamimime          | PK 450,5 | Gare fermée                                                  |
| Sidi Mabrouk           | PK 459,5 | Trains régionaux                                             |
| Constantine            | PK 461,5 | Grandes lignes, trains régionaux, fret                       |
| Bekira                 | PK 466   | Trains régionaux                                             |
| Hamma Bouziane         | PK 469   | Trains régionaux                                             |
| Kef Salah              |          | Trains régionaux                                             |
| Didouche Mourad        |          | Trains régionaux                                             |
| Zighoud Youcef         | PK 488   | Trains régionaux                                             |
| Aïn Bouziane           | PK 500,3 | Trains régionaux                                             |
| El Harrouch            | PK 517,6 | Grandes lignes, trains régionaux                             |
| Salah Bouchaour        | PK 523,1 | Trains régionaux                                             |
| Sahki Ahmed            |          | Trains régionaux                                             |
| Ramdane Djamel         | PK 532   | Grandes lignes, trains régionaux, fret                       |
| Hamadi Krouma          |          | Trains régionaux                                             |
| Skikda                 | PK 550,8 | Trains régionaux, fret                                       |

## Galeries de photographies

Sélection de vues de la ligne
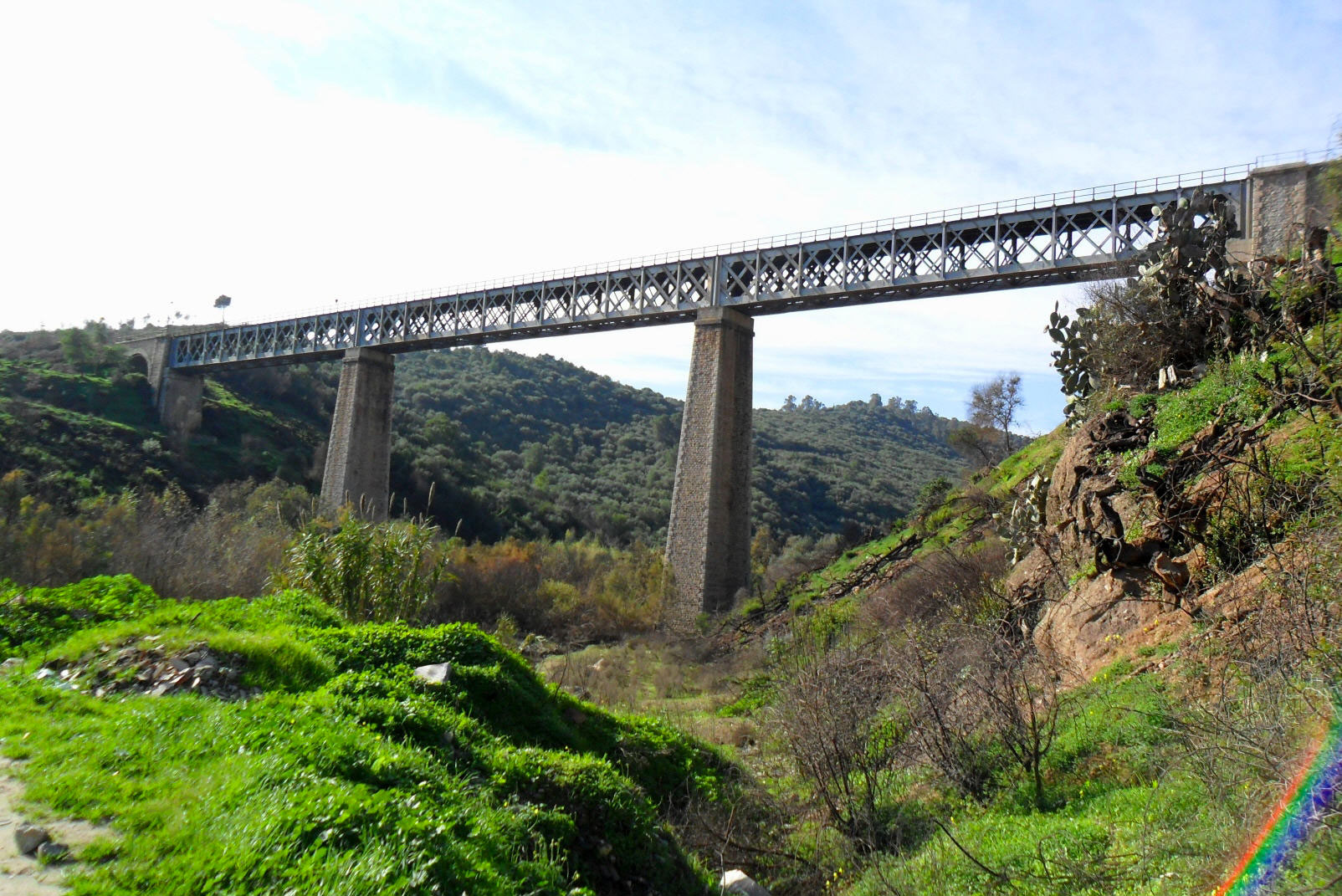
Le viaduc de Beni Amrane.
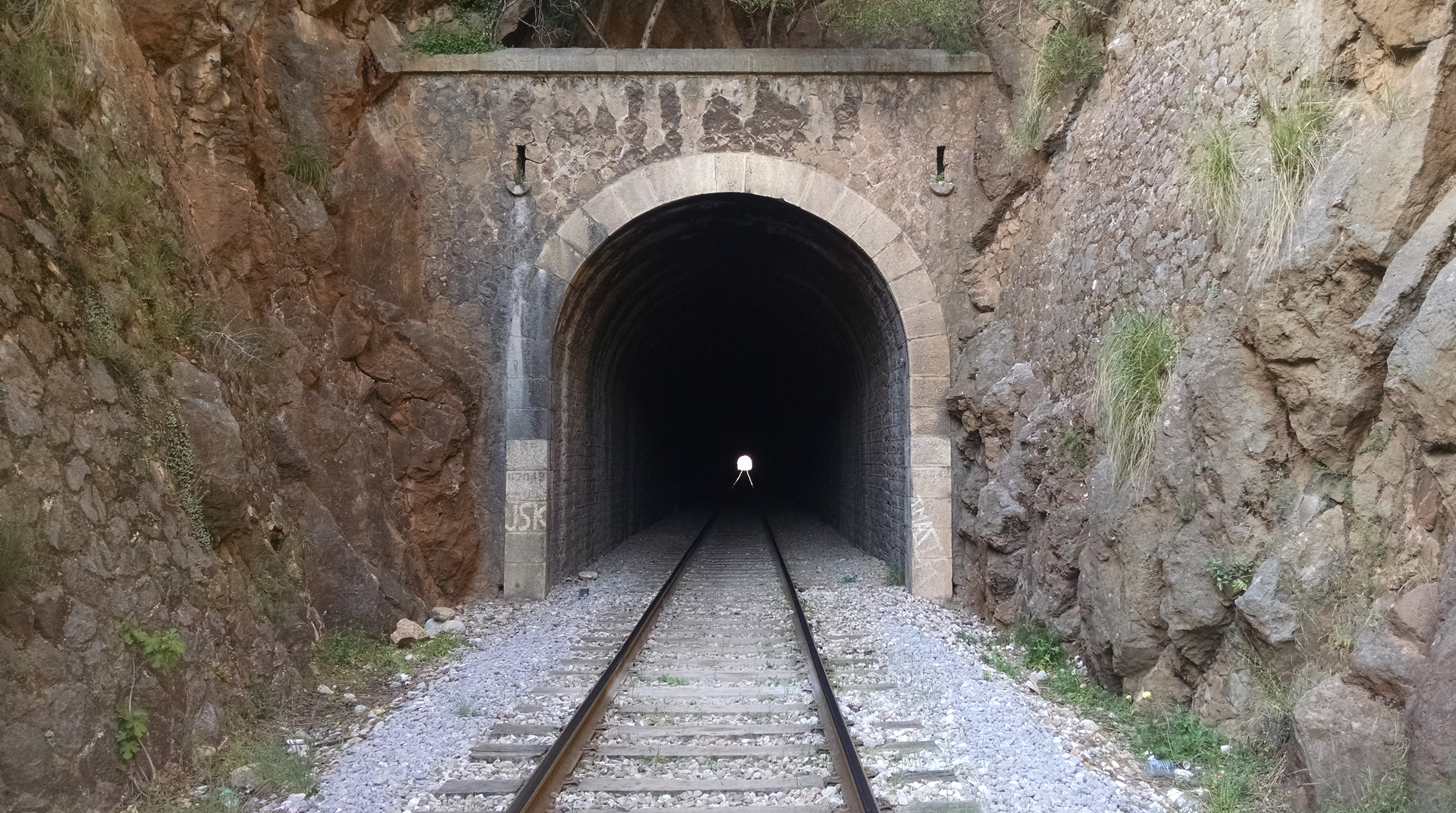
La ligne dans les environs d'Ammal.
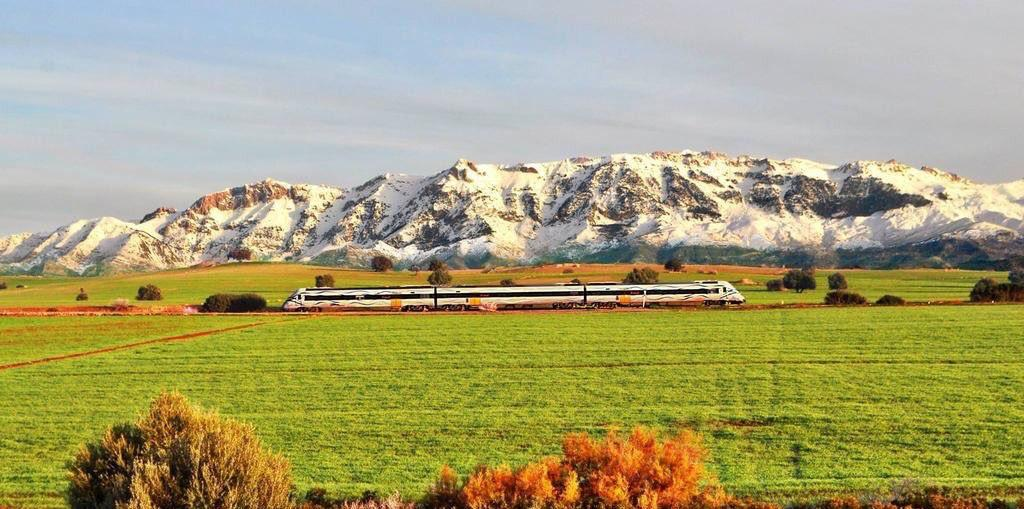
La ligne dans les environs de Bouira.
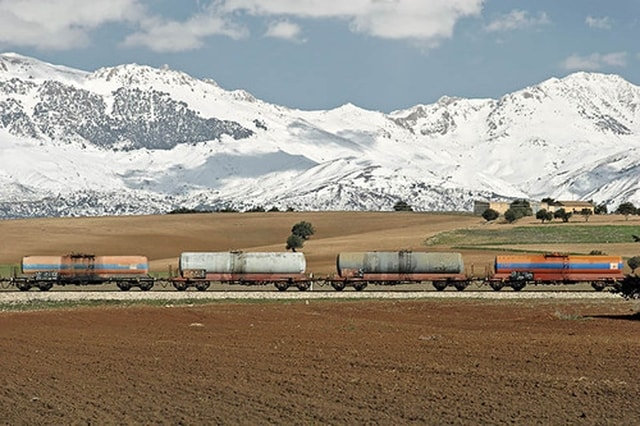
La ligne dans les environs d'El Asnam.